# Tinaja
Der Tinaja, eigentlich ein großer Tonkrug, war ein Volumenmaß für Flüssigkeiten speziell für den Handel mit Kokosnussöl und flüssigem Indigo mit geringer Farbe. Indigo wurde auch nach dem Quintal gehandelt. Das Maß war ein spanisches Pfund auf den Philippinen, damals das spanische Ostindien.
- 1 Tinaja = 12 Gallons (Indigo)
- 1 Tinaja = 67,6 Pfund (spanisch) (Kokosnussöl)
- 1 Tinaja = 16 Gantas = 128 Chupas = 3171 Pariser Kubikzoll = 62,9 Liter[1]
- 1 Ganta = 8 Chupas = etwa 3 Liter[2]